# Dietilzinc
Dietilzinc (C₂H₅)₂Zn, o DEZ, és un compost d'organozinc altament pirofòric que conté un centre de zinc enllaçat per dos grups etil. És un líquid incolor i un important reactiu en la química orgànica. Està disponible comercialment com una solució en hexà, heptà, o toluè.

## Síntesi
Edward Frankland va descobrir aquest compost l'any 1848 a partir de zinc i de iodur d'etil, va ser el primer compost d'organozinc que es va descobrir. Frankland va millorar-ne la síntesi amb dietil de mercuri com iniciador Actualment la reacció de síntesi consisteix a fer reaccionar una mescla 1:1 de iodur d'etil i de bromur d'etil amb una parella zinc-coure, una font de zinc reactiu.

## Usos
Malgrat la naturalesa altament pirofòrica, el dietilzinc és un reactiu químic important. Es fa servir en la síntesi orgànica com una font d'etil carbanió en reacció d'addició a grups carbonil i imines. Addicionalment, es fa servir en combinació amb diiodometà com un reactiu de Simmons-Smith per convertir alquens en grups ciclopropil. És menys nucleòfil que els alquilliti i reactius Grignard.
Es fa servir molt en ciències dels materials químics com a font de zinc en la síntesi de nanopartícules. Particularlment en la formació de la closca de sulfur de zinc per quantum dots. En la química de polímers, pot ser usat com a part del catalitzador.
Més enllà de la química, el dietilzinc es pot usar com combustible líquid en coets per iniciar la combustió. Als Estats Units va ser investigat com a desacidificador en massa dels llibres de la Biblioteca del Congrés (Library of Congress), però va presentar greus inconvenients. En la microelectrònica, el dietilzinc es fa servir com a agent de dopatge en semiconductors.
Per a la protecció de la corrosió en reactors nuclears per a produir òxid de zinc

## Seguretat
El dietilzinc reacciona violentament amb l'aigua i fàcilment entra en ignició amb el contacte amb l'aire. Per tant, s'ha de manejar amb la tècnica d'atmosfera inert